# 重熙增幣
重熙增幣又叫慶曆增幣，是公元1042年遼興宗重熙年間（宋仁宗慶曆年間），遼藉由北宋內外交困，迫宋增加對遼歲幣。
公元1005年宋遼兩國簽訂澶淵之盟以後，宋遼之間實現了長久和平。遼興宗親政以後，地位並不穩固，主要由於遼朝內部發生權力紛爭，直至迎回法天太后，興宗的地位仍不時受到威嚇；另一方面，宋朝於慶曆年間(1041年─1048年)，內部財用匱乏，盜賊蠭起。外部方面，自李元昊稱帝，宋與西夏爆發長達三年的戰爭，三川口、好水川、定川等三战皆敗，遼又借故迫使宋增加對遼歲輸的金帛。最終宋在澶淵之盟所議定的輸遼歲幣基礎上（銀十萬兩、絹二十萬匹），增加了歲幣銀十萬兩、絹十萬匹。

## 交涉過程
遼興宗決定圖謀關南十縣地，聽從張儉的建議，於遼重熙十一年（1042年）正月，遼一面在邊界重兵壓境，一面派遺南院宣徽使蕭英和翰林學士劉六符與北宋交涉，他們帶去了遼興宗致宋仁宗的信函，就以下四個問題對宋朝進行指責。
一，周世宗不該奪取瓦橋關以南十縣地；二，宋太宗進攻燕薊，師出無名；三，李元昊與遼有甥舅之親，且早己向遼稱臣，宋興師伐夏，不應不事先告知；四，宋朝不應在邊界上增築工事，添置邊軍。
在提出各項指責後，還提出府將原遼的藩屬北漢的領土及關南十縣地歸還，只有如此，才能“益深兄弟之懷，長守子孫之計。”
遼本想對宋發動一場突如其來的外交攻勢，但在遼使到來前一個月，北宋卻早已取得遼興宗致書提出各項要求的底本，同時對遼聚兵幽薊、準備入侵也早有洞察，使宋有較充足的時間商量對策，但宋仍然處於被動。遼使劉六符在開封期間對宋朝官員口出狂言，聲稱宋經營塘濼（塘濼即在濼水邊構堤設防，濼水在今山東境内）毫無用途，“一葦可航，投棰可平，不然決其堤十萬土囊遂可逾矣。”宋朝翰林學士王拱辰指出：“兵事尚詭，彼誠有謀，不應以語敵，此六符誇言耳。設險守國，先王不廢，且祖宗所以限戎騎也。”宋仁宗即命其復信，對遼方的指責予以駁斥：
一，指出景德元年（1004年）雙方已確認前此諸細故「咸不置懷」。二，宋太宗進攻燕薊是因遼援北漢、阻撓宋朝統一所致，曲不在宋。三，瓦橋關南十縣地，乃異代之事，故不應重提。四，西夏問題，宋方認為元昊先人早己「賜姓稱藩，稟朔受祿」，現在僭號擾邊，理應討除，且事早先聞達於遼。五，關於遼朝指責宋「備塞隘路，閱集兵夫」，認為這是「邊臣謹職之常」。六，最後提出，雙方應令「緣邊各守疆界，折書之外一無所求」。
由於宋仁宗缺乏堅定、明確的立場，他選定右正言知誥富弼為回謝遼方信使，除了復信外，又帶去了妥協退讓的口信。後富弼赴遼途中他懷疑國書與口信不一致，發書視察內容，果然不同。又馳還見仁宗。仁宗同意惠換國書。
六月，富弼與副使張茂實至遼朝，由於更換了國書，因此他們的使命不是回應遼朝的各項指責，而變成對遼表示妥協和退讓。他們提出宋可與遼聯姻，也可增加歲幣，二者可擇其一。遼方堅持割地，富弼不與。富弼勸遼興宗與宋保持和好，說「雖虜獲金幣，充牣諸臣之家，而壯士健馬物故大半，此誰任其禍者？」「勝負未可知，就使其勝，所亡士馬，群臣當之歟，抑人主當之歟？若通好不絕，歲幣盡歸人主。」他的話打動了遼興宗，於是他又提出「議婚即不增歲幣，不如增幣對遼更有利。遼如能令夏國對宋臣服，則歲幣增金帛二十萬，不然則只增十萬。」
八月，富弼等人再次使遼，遼興宗要求宋對遼輸送歲幣應稱「獻」，富弼認為此乃下奉上之詞，不可用於兩個對等的朝廷之間，且宋為兄，遼為弟，豈有兄獻於弟之理。遼退而求「納」，富弼亦堅決不從。興宗見他不肯讓步，再遣耶律仁先及劉六符使宋。富弼上奏不可答應遼方。但宋仁宗求和心切，聽從晏殊的主張，許稱「納」。

## 結果
遼國在經濟與政治方面皆有巨大的收穫。後遼興宗為了實現答應宋朝增幣以約束西夏的條件，於明年正月派遺同知析津府事耶律敵烈、樞密院都承旨王惟吉諭令西夏與宋講和。
不過夏方面就十分嫉妒，影響了兩國外交惡化，李元昊不滿遼借宋夏戰爭牟利，開始侵擾遼朝邊境，招誘部落，同時向宋稱臣求和以避免兩面受敵。而遼朝於1044年、1045年、1049年對西夏發動三次戰爭，皆敗。增幣之後，宋遼關係趨向緩和，而遼夏卻不時出現緊張。